# ويل داونينج
ويل داونينج (بالإنجليزية: Will Downing)‏ هو مغني وكاتب أغاني ومغن مؤلف ومنتج أسطوانات أمريكي، ولد في 29 نوفمبر 1963 في بروكلين في الولايات المتحدة.

## وصلات خارجية
- الموقع الرسمي
- ويل داونينج على موقع ميوزك برينز (الإنجليزية)
- ويل داونينج على موقع أول ميوزيك (الإنجليزية)
- ويل داونينج على موقع ديسكوغز (الإنجليزية)